# Fuga de cerebros (película de 2009)
Fuga de cerebros (2009) es una película española dirigida por Fernando González Molina y protagonizada por Mario Casas y Amaia Salamanca. Producida por Antena 3 Films conjuntamente con Cangrejo Films y estrenada el 24 de abril, la película fue rodada entre Madrid y Gijón y comenzó a rodarse el 14 de julio de 2008. Puesto que fue la película más vista en España durante ese año, el director Carlos Theron rodó Fuga de cerebros 2: Ahora en Harvard (2011). En 2013 en Italia se hizo una versión con el mismo título, Fuga di Cervelli, dirigida por Paolo Ruffini.

## Sinopsis
El tímido y patoso Emilio (Mario Casas) está enamorado de Natalia (Amaia Salamanca) desde que ambos eran pequeños. Justo en el momento en el que tiene pensado declararse, ella le anuncia que le han concedido una beca para estudiar en Oxford. Entristecido, el chico es convencido por sus amigos para matricularse en la universidad, falsificando becas y diplomas, y poder conquistarla. Así será como su amigo Corneto (Pablo Penedo), el ciego Chuli (Alberto Amarilla), el camello gitano Cabra (Canco Rodríguez) y el paralítico heavy Ruedas (Gorka Lasaosa) decidan acompañarle.

## Reparto
| Intérprete            | Personaje                              |
| --------------------- | -------------------------------------- |
| Mario Casas           | Emilio Carbajosa Benito                |
| Amaia Salamanca       | Natalia                                |
| Alberto Amarilla      | José Manuel Sánchez Expósito "Chuli"   |
| Gorka Lasaosa         | Rafael Garrido Calvo "Ruedas"          |
| Pablo Penedo          | Felipe Roldán Salas "Corneto"          |
| Canco Rodríguez       | Raimundo Vargas Montoya "Cabra"        |
| Blanca Suárez         | Voz Angelical                          |
| Sarah Mühlhause       | Claudia                                |
| Simon Cohen           | Edward Chamberlain                     |
| Carlos Santos         | Potro                                  |
| Asunción Balaguer     | Abuela de Emilio                       |
| Joan Dalmau           | Abuelo de Emilio                       |
| Álex Angulo           | Cecilio Garrido                        |
| Loles León            | Rita Calvo                             |
| David Fernández Ortiz | Lorenzo "Loren" Sánchez                |
| José Luis Gil         | Manuel Roldán                          |
| Mariano Peña          | Julián Roldán                          |
| Fernando Guillén      | Abuelo de Natalia                      |
| Antonio Resines       | Padre de Natalia                       |
| Óscar Casas           | Emilio Carbajosa Benito (Niño 11 años) |
| Oliver Vigil          | Emilio Carbajosa Benito (niño 8 años)  |
| Andrea Díaz           | Natalia de Niña                        |
| María León            | Amiga de Él Ruedas                     |
| Marilyn Torres        | Daisy                                  |
| Pedro Civera          | Director de colegio                    |
| Adrián Lastra         | Bakala 1                               |
| Brendan Price         | Decano                                 |
| Reg Wilson            | Catedrático                            |
| Rubén Pasamar         | Jerry                                  |
| Lola Cordón           | Abuela de Natalia                      |
| Carmen García Quirós  | Madre de Natalia                       |
| Andrea Díaz           | Natalia (Niña 11 años)                 |
| Oliver Vigil          | Emilio (Niño 8 años)                   |
| Sara Gómez            | Chica con Perro                        |
| Nuria Haya            | Hermana de Natalia                     |
| Jesús Carrillo        | Bakala 2                               |
| Jonathan D. Mellor    | Discapacitado                          |
| Graham Roberts        | Anciano                                |
| Noemí Ruíz            | Chica pasillo                          |
| Jaskaran Brady        | Taxista                                |
| Penelope Snelling     | Señora Inglesa                         |
| Carlos Velasco        | Chico Disco                            |
| Manuel Vidal          | Yonki                                  |
| Yola Berrocal         |                                        |
| PlayCacao             | Extra                                  |
| Ken Appledorn         | Camarero                               |
| Juan Borrell          | Juez                                   |

## Taquilla
La película debutó como número 1 en España tras conseguir 1,22 millones de euros y atraer a casi 200.000 espectadores. Con este resultado consigue suceder a la anterior n.º 1, La sombra del poder.
También en su fin de semana de estreno logra situarse en el Top 20 de las películas con más recaudación fuera de Estados Unidos, al situarse 20.ª con $1.614.121.
Fuga de Cerebros fue la película más taquillera de 2009 (6 de septiembre de 2009), con casi 7 millones de euros en recaudación y 1,2 millones de espectadores.

## Pase por televisión
"Fuga de cerebros" dio la sorpresa en su estreno televisivo ganando sin problemas a 'Acorralados', pero no pudo con 'Cuéntame cómo pasó' (22,1%) a pesar de rozar el 20% (19,5%) con más de 3 millones de espectadores (3.301.000). La película además logró convertirse en Trending Topic.

## Secuela
Se estrenó una secuela el 2 de diciembre de 2011 titulada "Fuga de cerebros 2". Contará esta vez con nuevos repartos, Adrián Lastra y Patricia Montero, repiten papel el Chuli, el Cabra, el Ruedas y el Corneto, esta vez en la Universidad de Harvard.

## Premios
- Biznaga de Plata Premio del Público en el Festival de Cine Español de Málaga 2009